# Brooks (cognome)
Brooks è un cognome di lingua inglese.

## Etimologia
Il cognome Brooks potrebbe essere derivato dalla condizione di abitare presso un corso d'acqua (brook in lingua inglese). 
Gli Hundred Rolls, un censimento dell'Inghilterra e di parte del Galles del tardo XIII secolo, contengono molte ricorrenze di Broke e delle varianti Brock e Brok come cognome. La parola brook deriva dall'antico inglese broc  e compare nei predecessori medievali di Brooks quali Ate-Broc e Atte-Broc..
Il cognome compare anche tra gli aschenaziti di lingua inglese, e sarebbe derivato dal nome proprio maschile ebraico Boruch ("benedetto"); anche questa derivazione potrebbe aver contribuito a dare origine al cognome in Inghilterra e Galles. Il cognome arrivò nell'America settentrionale dall'Inghilterra nella metà del XVII secolo.
Il cognome è stato successivamente adattato come nome proprio di persona, considerabile una variante di Brook.

## Persone

### Astronomia
- William Robert Brooks, astronomo statunitense

### Cinema
- Avery Brooks, attore statunitense
- James L. Brooks, regista e produttore statunitense
- Jean Brooks, attrice statunitense
- Louise Brooks, attrice e ballerina statunitense
- Mel Brooks, regista e attore statunitense

### Letteratura
- Terry Brooks, scrittore statunitense

### Musica
- Harvey Brooks, jazzista statunitense
- Kix Brooks, cantautore statunitense e componente del duo country Brooks & Dunn

### Pittura
- Romaine Brooks, pittrice statunitense

### Politica
- Alton Brooks Parker, uomo politico statunitense

### Sport
- Herb Brooks, allenatore statunitense di Hockey su ghiaccio
- Neil Brooks, nuotatore australiano
- Phil Brooks, meglio conosciuto come CM Punk, lottatore professionista di wrestling statunitense
- Tony Brooks, ex pilota di Formula 1 britannico

### Televisione
- Max Brooks, autore televisivo statunitense, figlio di Mel